# Pieter Barbiers (IV)
Pieter Barbiers, in de literatuur ook vermeld als Pieter IV Barbiers Pzn,  (Haarlem, 27 april 1798 – Zwolle, 29 november 1848) was een Nederlandse schilder, docent en lithograaf. 

## Leven en werk
Barbiers, lid van de schildersfamilie Barbiers, was een zoon van kunstschilders Pieter Barbiers (1771-1837) en Maria Geertruida Snabilie (1773-1838). Hij trouwde in 1838 met Amelia Wilhelmina Maria Agnes Meijerink. 
Hij was een leerling van zijn vader. Hij woonde en werkte in Haarlem, Zaltbommel (1820) en werd tekenleraar in 's-Hertogenbosch (1828) en Zwolle (1845). Hij schilderde met name landschappen. Na zijn overlijden bleef zijn vrouw als 'Wed. Barbiers' (silhouet)prenten uitgeven.